# Helmar Frank
Helmar Gunter Frank (Waiblingen, 19 de febrero de 1933 – Paderborn, 15 de diciembre de 2013) fue un matemático, pedagogo y esperantista alemán.Se casó con Věra Barandovská-Frank, una conocida esperantista checa.

## Carrera
Se doctoró en 1959 en la Universidad de Stuttgart, con un trabajo sobre los principios de la estética informacional. Después hizo una investigación sobre autómatas aprendices en la Universidad de Karlsruhe y posteriormente trabajó como profesor de cibernética en la escuela Pädagogische Hochschule de Berlín, donde creó el Instituto de Cibernética. 
En 1972 fue uno de los fundadores de la Universidad de Paderborn, donde continuó desarrollando su teoría cibernética, aplicada a la psicología y la pedagogía. En 1985 fundó, junto a Reinhard Selten, Ivo Lapenna, Fabrizio Pennacchietti, Humphrey Tonkin, y otros, la Academia internacional de ciencias de San Marino (AIS), una academia internacional de ciencias donde el esperanto es lengua vehicular. Fue su presidente hasta diciembre de 2007. 
Desde finales de los 70 inició diferentes experimentos sobre el valor propedéutico del esperanto. En 1998 recibió el premio Bundesverdienstkreuz. Fue el fundador y redactor jefe de la revista científica Grundlagenstudien aus Kybernetik und Geisteswissenschaft. Estableció un método para medir la inteligencia en una escala absoluta y homogénea, y no por comparación entre individuos. En 2004 fue escogido Esperantista del Año por la revista La Ondo de Esperanto.